# Al-Usmanijja
Al-Usmanijja (arab. العثمانية) – miejscowość w Syrii, w muhafazie Hims. W 2004 roku liczyła 1268 mieszkańców.